# Société anonyme des Charbonnages de Gosson-Kessales

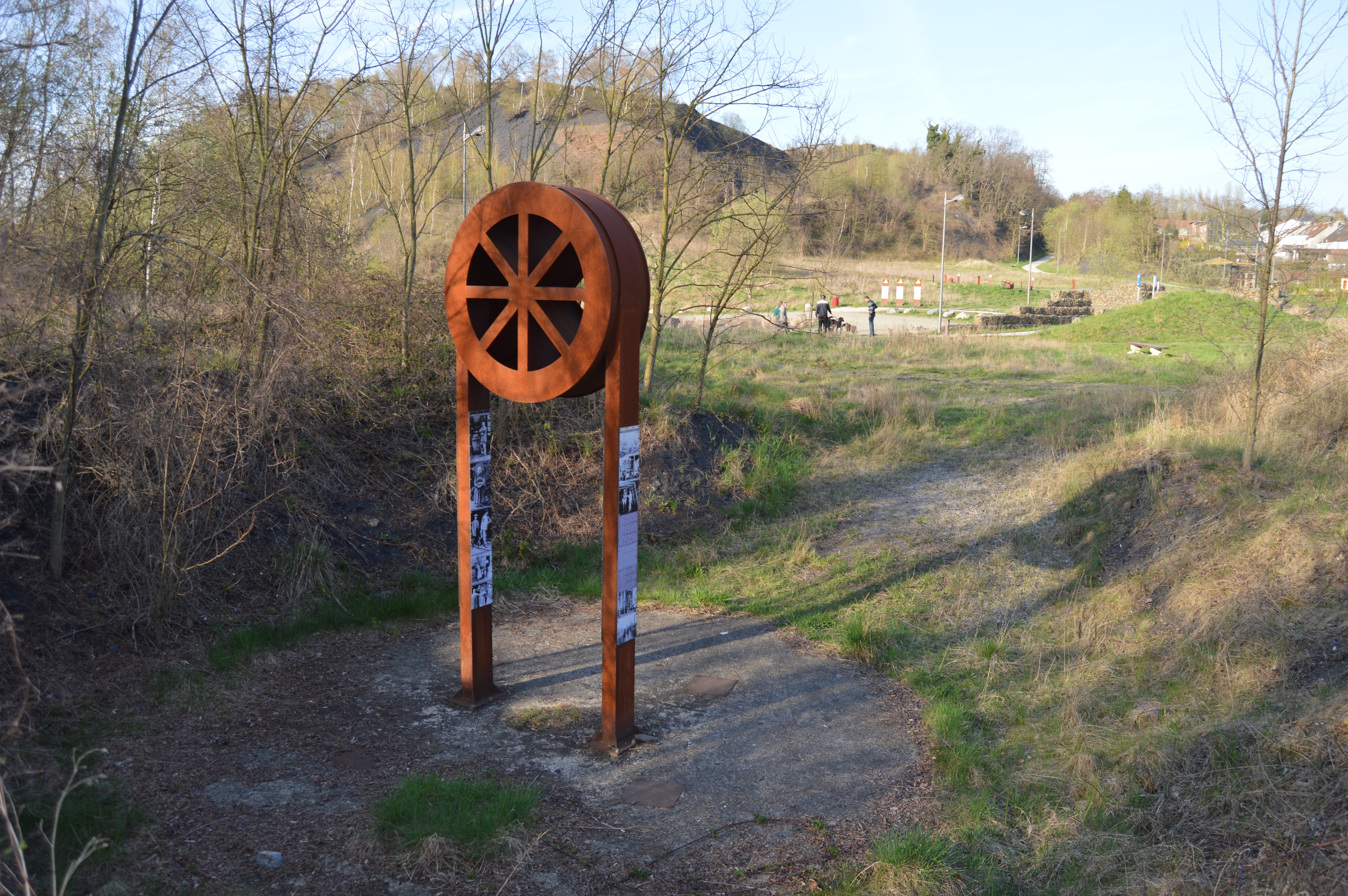
Monument sur la dalle d'un ancien puits du Charbonnage Gosson II à Montegnée

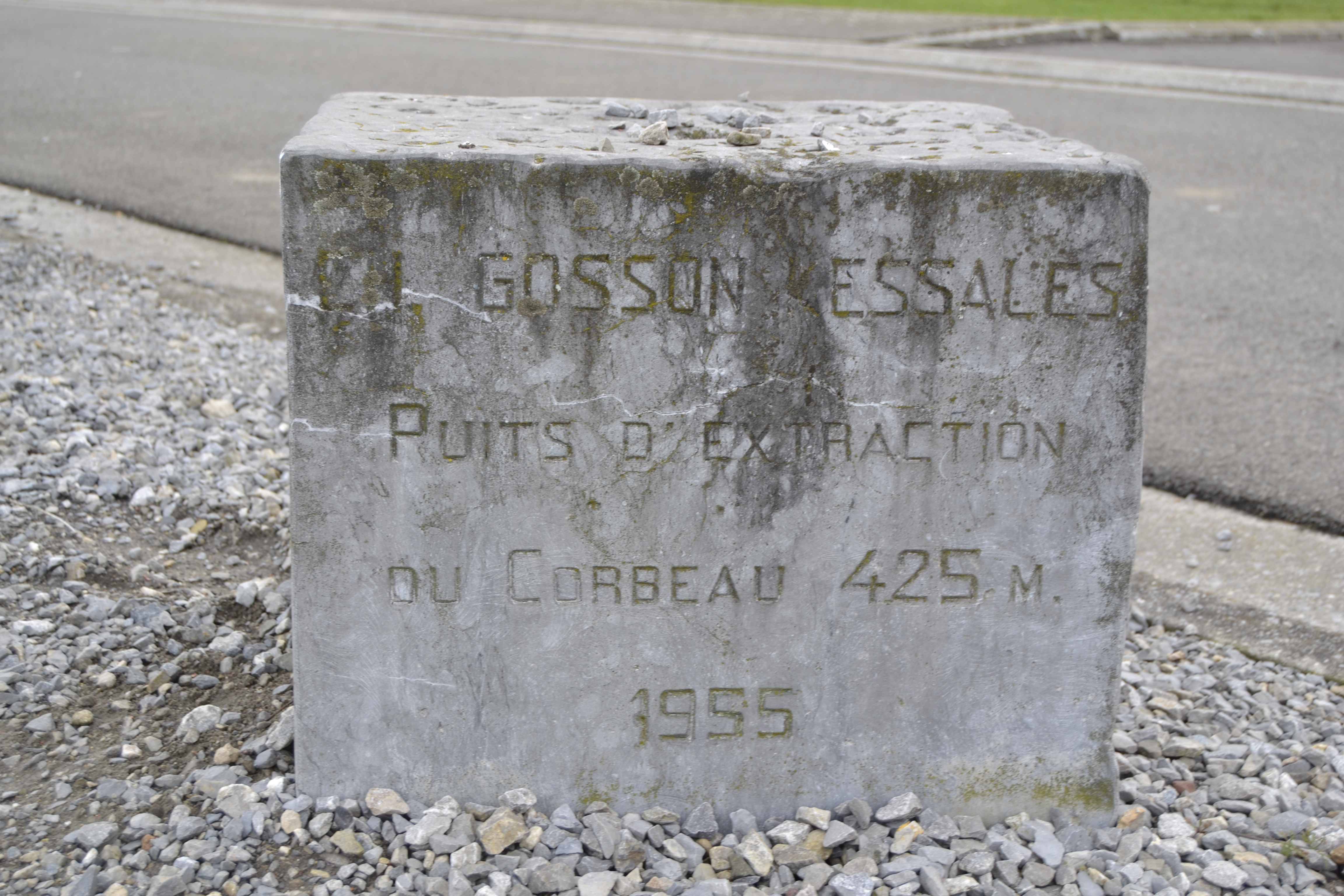
Tombe de l'ancien puits d'extraction du Charbonnage du Corbeau à Grâce-Hollogne

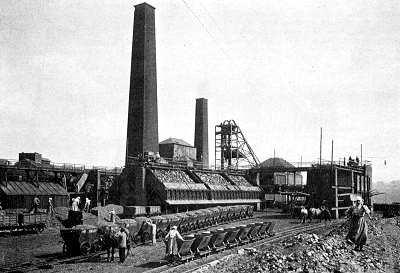
L'ancien charbonnage du Bonnet en 1910 (Montegnée)

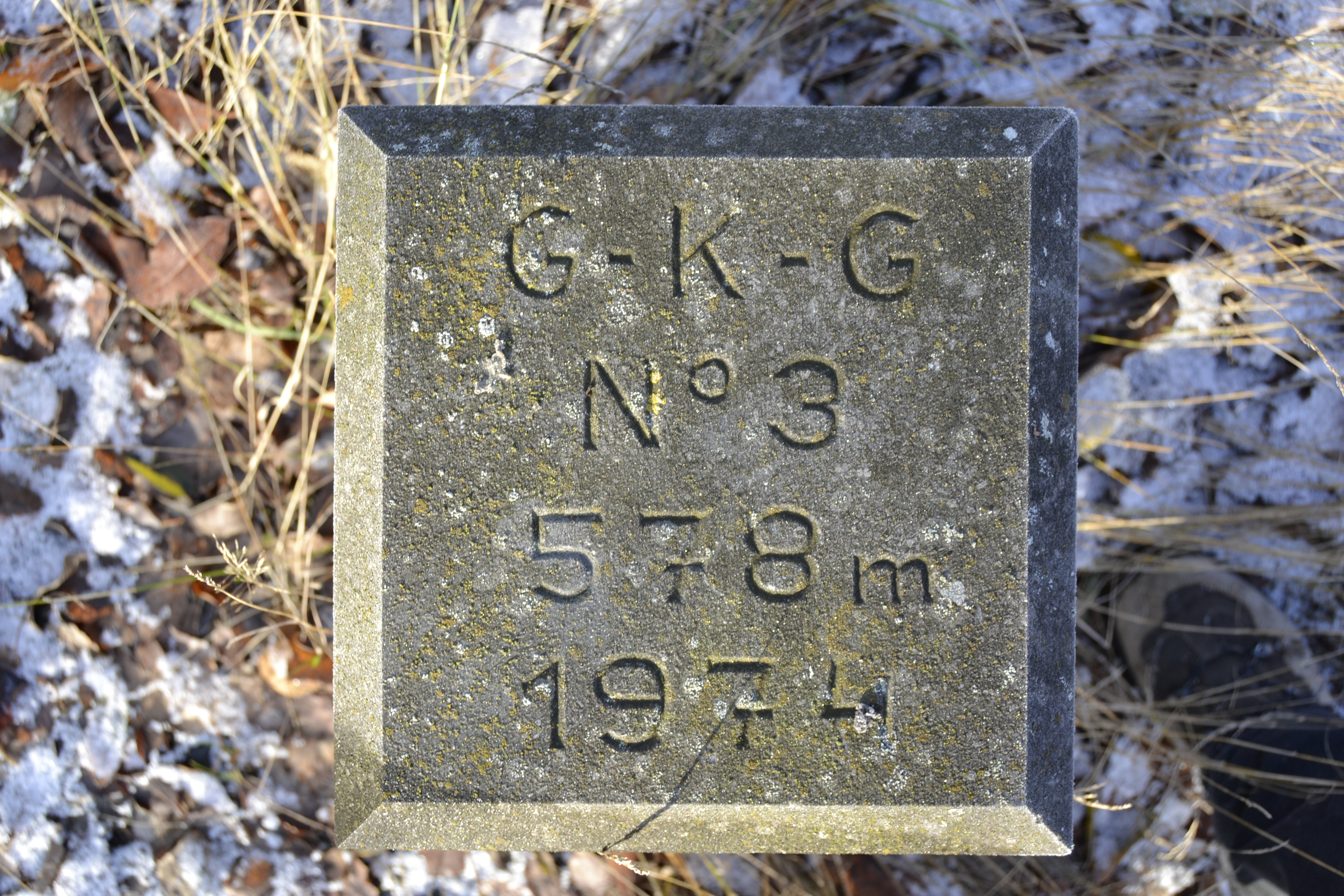
Tombe du puits n°3 sur le site du Charbonnage du Gosson I

La Société anonyme des Charbonnages de Gosson-Kessales est une ancienne société d'exploitation de charbonnages de la région belge de Liège constituée en 1954 à  partir des deux sociétés importantes des Charbonnages des Kessales (Jemeppe, Flémalle, Hollogne-aux-Pierres, Grâce-Berleur) à l'ouest et des Gosson, La Haye et Horloz réunis (Liège, Saint-Nicolas, Montegnée et Tilleur) à l'est. Celles-ci sont elles-mêmes issues de la concentration progressive sur un siècle et demi d'une quinzaine de sociétés charbonnières. Sa concession d'activité se situait sur un territoire à l'ouest de la ville de Liège, en amont et en rive gauche de la Meuse,.
La concession se trouvait à l'ouest de celle des Charbonnages de l'Espérance et Bonne-Fortune et des Charbonnages du Bois d'Avroy, au sud-ouest de celle des Charbonnages de Bonne Espérance, Batterie, Bonne-Fin et Violette, à l'est de celle des Charbonnages de l'Arbre Saint-Michel, et au nord des concessions Ougrée-Marihaye et John Cockerill.

## Histoire

### Société anonyme des Charbonnages réunis de la Concorde (Société anonyme des Houillères des Grands Makets)

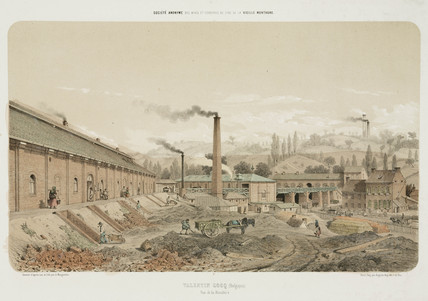
La houillère de Valentin-Cocq en 1855, par Adolphe Maugendre

La société des Grands Makets trouve son origine dans la demande de concession par Édouard et André Vanderheyden en 1809, sous régime français. Celle-ci sera finalement octroyée par l’administration belge le 24 décembre 1839. Elle s'étendait sur une superficie de 111ha et 65a sous les communes de Hollogne-aux-Pierre, Jemeppe-sur-Meuse, Flémalle-Grande et Mons-lez-Liège. La concession est accrue de 33ha 40a 8ca un an plus tard.
La société fut rapidement équipée en machines à vapeur pour l'extraction, le transport et l'exhaure.
L'entreprise se constitue en société anonyme en 1865 et annexe la concession du champ d'Oiseaux, créée en 1841.
En liquidation, l'entreprise devient le 14 août 1877 la Société anonyme des Charbonnages réunis de la Concorde.
L'entreprise acquiert de la société de la Vieille-Montagne le Charbonnage Valentin-Cocq (issu de la fusion en 1828 des Bure Valentin et Bure Cocq-Bouxhette) en 1889, de même que la concession du Charbonnage Coune et Colladios en 1890 et Gely-Abbesses en 1893. Et enfin la Houillère des Sarts (ou Houillère du Corbeau) en 1913. Fermé en 1930, le charbonnage du Corbeau est transformé en batterie anti-aérienne par l'occupant allemand en 1943, et détruit le 6 septembre 1944 par une colonne de chars américains,.
La société fusionnera le 1er avril 1924 avec la Société anonyme des Charbonnages des Kessales.

### Société anonyme des Charbonnages des Kessales

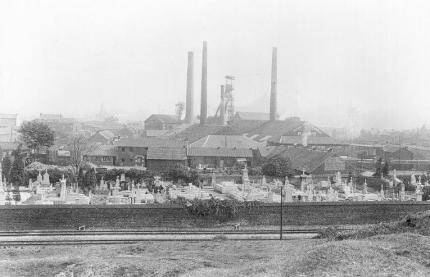
Ancien charbonnage des Kessales à Jemeppe

Une concession fut sollicitée par les propriétaires du charbonnage des Kessales auprès des autorités françaises dès 1791. Ils n'obtinrent finalement satisfaction qu'en 1827, par un arrêté royal qui leur octroyait 236 ha 97 a sous Jemeppe. La concession fut dans un premier temps exploitée par le seul siège de Romarin-Kessales. Le siège Bons-Buveurs fut inaugurée en 1840.
L'entreprise devint société anonyme en 1860.
En 1891, la société absorbe la Société des Artistes, Xhorré et Baldaz-Lalore, dont la concession totalisait 564 ha. Elle fusionne avec la Société anonyme des Charbonnages réunis de la Concorde en 1924.
Elle fusionne en 1954 avec la Société anonyme des Charbonnages de Gosson, La Haye et Horloz réunis.

### Société anonyme des Charbonnages de Gosson, La Haye et Horloz réunis

#### Société anonyme des Charbonnages de La Haye

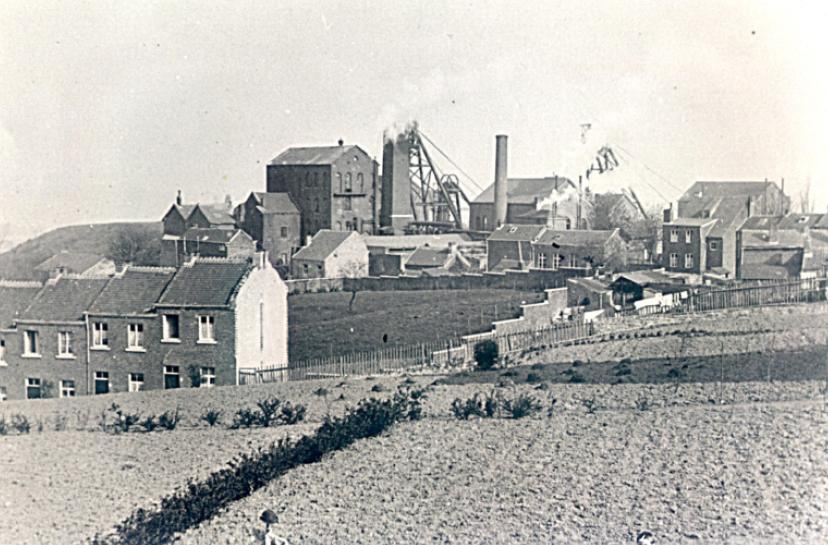
Ancien charbonnage de La Haye sur la colline de Saint-Gilles

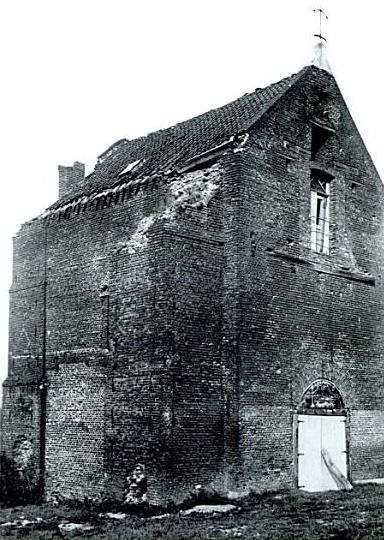
Ancien bâtiment de la Machine à feu de la houillère du Champay vers 1930

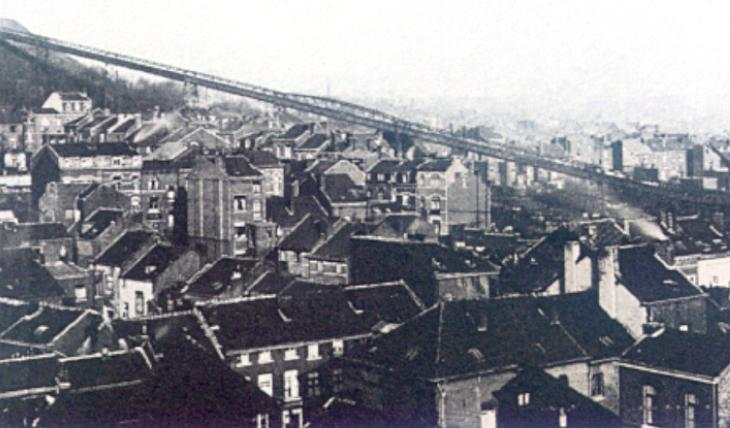
Ancien transporteur aérien entre la paire du Laveu et les puits d'extractions du Charbonnage de La Haye sur la colline Saint-Gilles à Liège

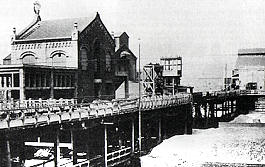
L'ancien charbonnage Piron à Saint-Gilles. Le bâtiment principal visible a actuellement été transformé en habitation

La société trouve ses origines en 1799, avec une concession de 230 ha  formellement octroyée en 1808. Le puits du Bois Mayette est abandonné en 1819, au profit de la fosse du Procureur, sur la colline de Saint-Gilles, surplombant Liège. Les deux fosses seront alors respectivement dénommées Ancienne Haye et Nouvelle Haye.
La Société exploite alors en 1839 une deuxième fosse, la Nouvelle Haye étant complété par le Champay, reprise après de multiples procès d'une société concurrente de La Haye. Une extension est accordée en 1840. Les déchets de cette exploitation de la colline Saint-Gilles seront évacués sur les flancs de colline avoisinants, alors que le charbon sera évacué par voie aérienne d'abord, par un tunnel ensuite, vers des installations situées dans le bas du quartier du Laveu, à proximité du chemin de fer.
La Haye devient société anonyme en 1860.
Fin du XIXe siècle, le siège Piron est ouvert dans la partie sud de la concession. L'évacuation du charbon sera réalisée tout d'abord via un chemin de fer Decauville depuis La Haye, puis via une bacnure donnant accès au chemin de fer du siège Horloz à Tilleur.
La société fut finalement fusionnée avec celle du Horloz en 1930. Piron et La Haye cesseront d'être exploités peu après.

#### Société anonyme des Charbonnages du Horloz

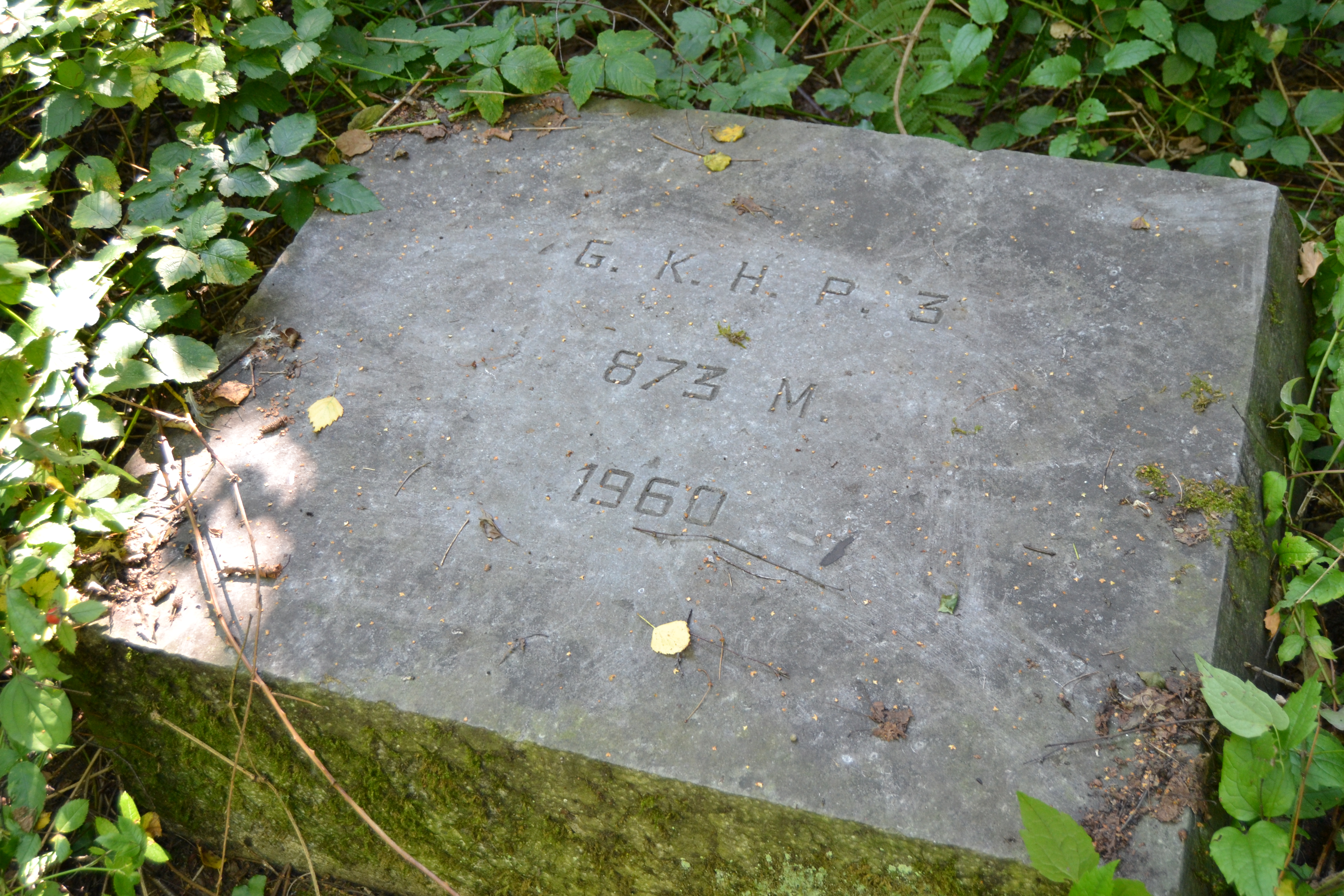
Tombe du charbonnage du Horloz à Tilleur

Une fosse du Horloz existait dans les années 1790 dans la commune de Saint-Nicolas.
La famille Braconier introduisit en 1801 une demande en concession sous les communes de Jemeppe, Saint-Nicolas, Montegnée et Tilleur.
Une fois celle-ci obtenue, trois fosses furent creusées à Saint-Nicolas. La fosse du Vieux-Horloz (en fait l'ancienne fosse Lhonneux ré-exploitée) et qui fonctionna jusque 1839-1840. Le puits Murébure ne fut en exploitation que jusqu'en 1849.
La fosse du Bonnet (ou Braconnier) datait du XVe siècle, et fut remise en activité en 1849. Elle acquit rapidement une certaine importance, et resta en activité jusqu'en 1930.
À Tilleur, les Braconier possédaient dès 1798 la houillère du Horloz. Ils acquirent en 1827 des concessions complémentaires pour 277 ha et 60 a sous les communes environnantes, et débutent par ailleurs à Vaux-sous-Chèvremont une exploitation sur le site de la Basse Ransy. Un accès au chemin de fer est assuré dès 1834 pour le Horloz. Le site est également proche de la Meuse. Dans les années 1870, le site est entièrement équipé et comprend notamment des lavoirs, des écuries, des triages, un hôpital et des fours à coke. 
Le Horloz se constitua en société anonyme en 1887. La Société du Horloz fusionna avec la Société de La Haye (Liège) en 1930. Bonnet et Horloz cesseront d'être exploités peu après.

#### Société anonyme charbonnière de Gosson-Lagasse

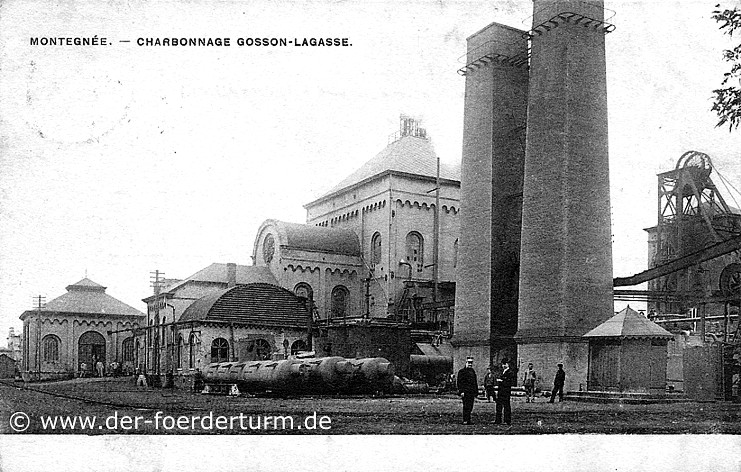
Ancien charbonnage Gosson I

Le plateau du Homvent à Montegnée est parsemé depuis le XVIe siècle de nombreuses bures d'exploitation charbonnière : Gosson, Petit Corbeau, Agasse, etc. 
La première demande en concession sur base du droit français nouvellement installé (loi du 28 juillet 1791) permit l'acte de fondation de la société civile sous le nom de Gosson-l'Agace le 7 août 1791. Diverses extensions sont accordées entre 1811 et 1824. La société acquiert cette même année les bures voisines de Hauzeur et de Chantraine. L'extension accordée en 1830 permet un quadruplement de la superficie de la concession, la portant à 331 ha. 30 ha au nord sont cependant cédés au Bonnier.
47 ha seront cédés en 1897 à la société de l'Espérance et Bonne-Fortune, ramenant la concession à 269 ha.
L'entreprise prend la forme de société anonyme en 1860.
Au XXe siècle, la société exploite les 2 sièges Gosson I et Gosson II. Elle fusionne le 13 octobre 1931 avec la Société anonyme des Charbonnages de La Haye-Horloz constituée l'année précédente.

### Société anonyme des Charbonnages de Gosson-Kessales

#### Communications
Les différents sièges d'exploitations étaient desservis par les lignes de chemin de fer 32 (Corbeau ?), 33 (Gosson, Bonnet), 33A, 36 (La Haye), 36A (Grands Makets), et 125 (Horloz, Piron, Kessales, Bon Buveur).

## De nos jours

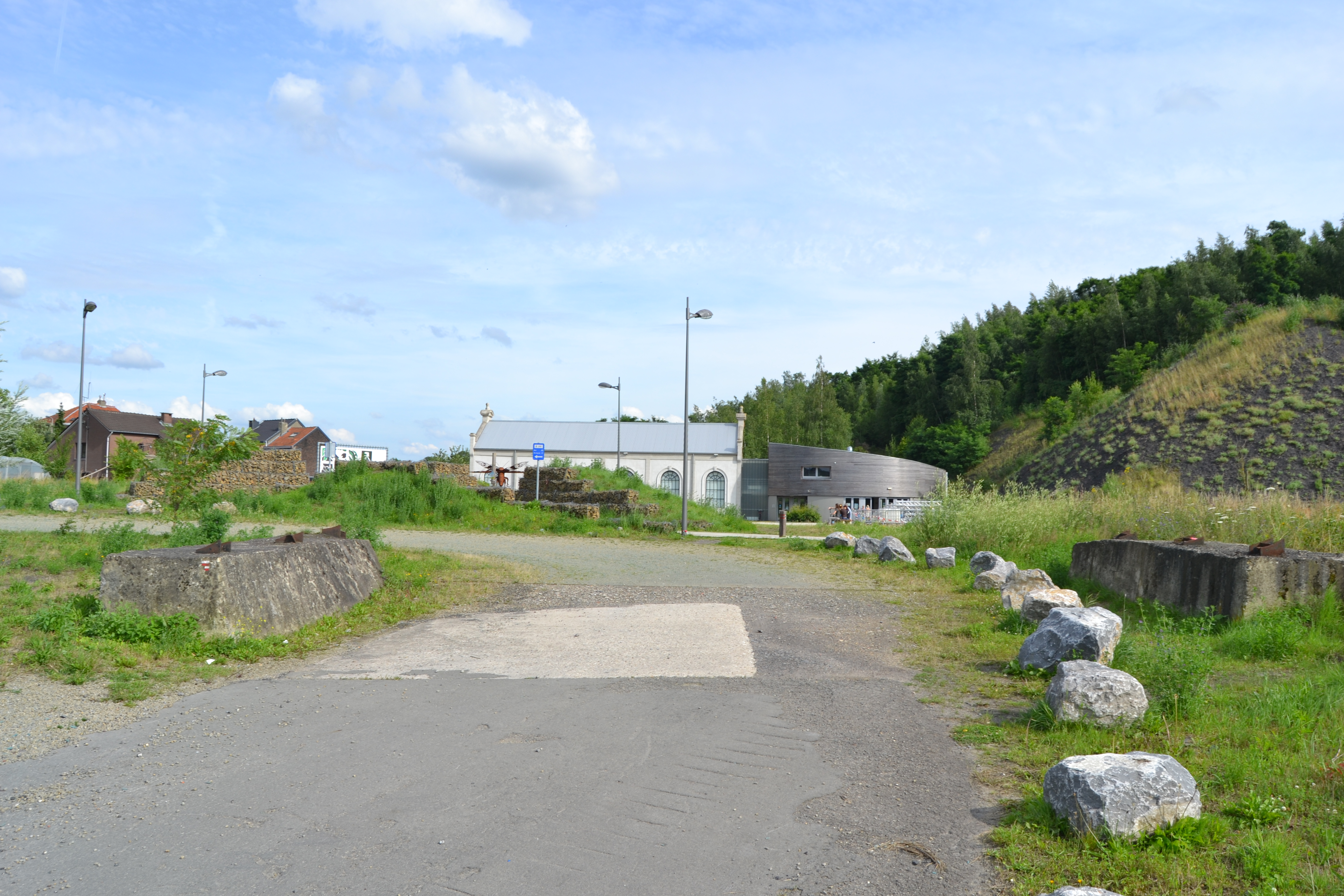
Site Gosson II à Montegnée. En avant plan, l'ancien puits, dont on remarque toujours les bases métalliques de la belle-fleur. En arrière-plan, l'ancien lavoir, actuellement Maison des Terrils, et le terril lui-même du charbonnage

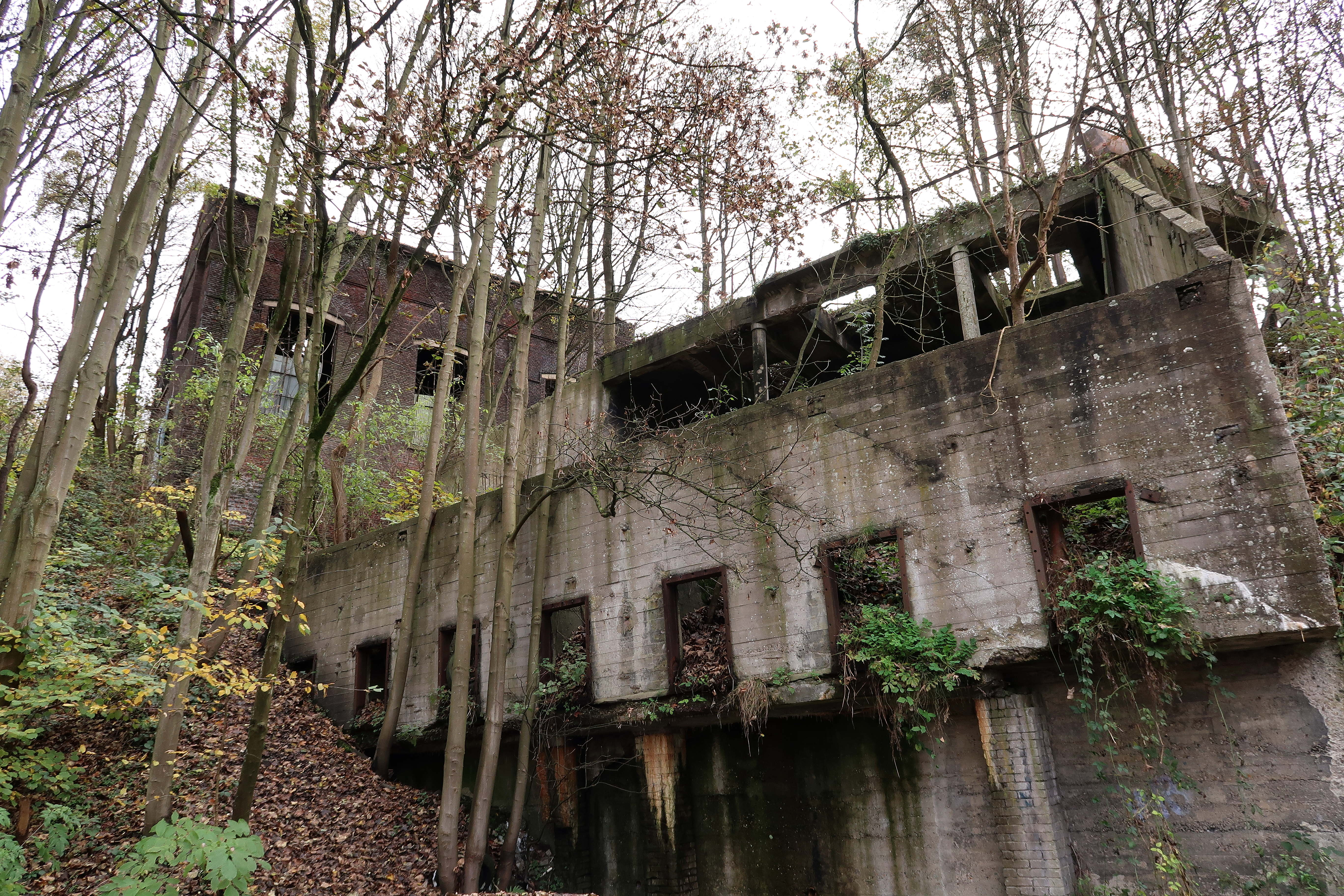
Charbonnage des Grands Makets

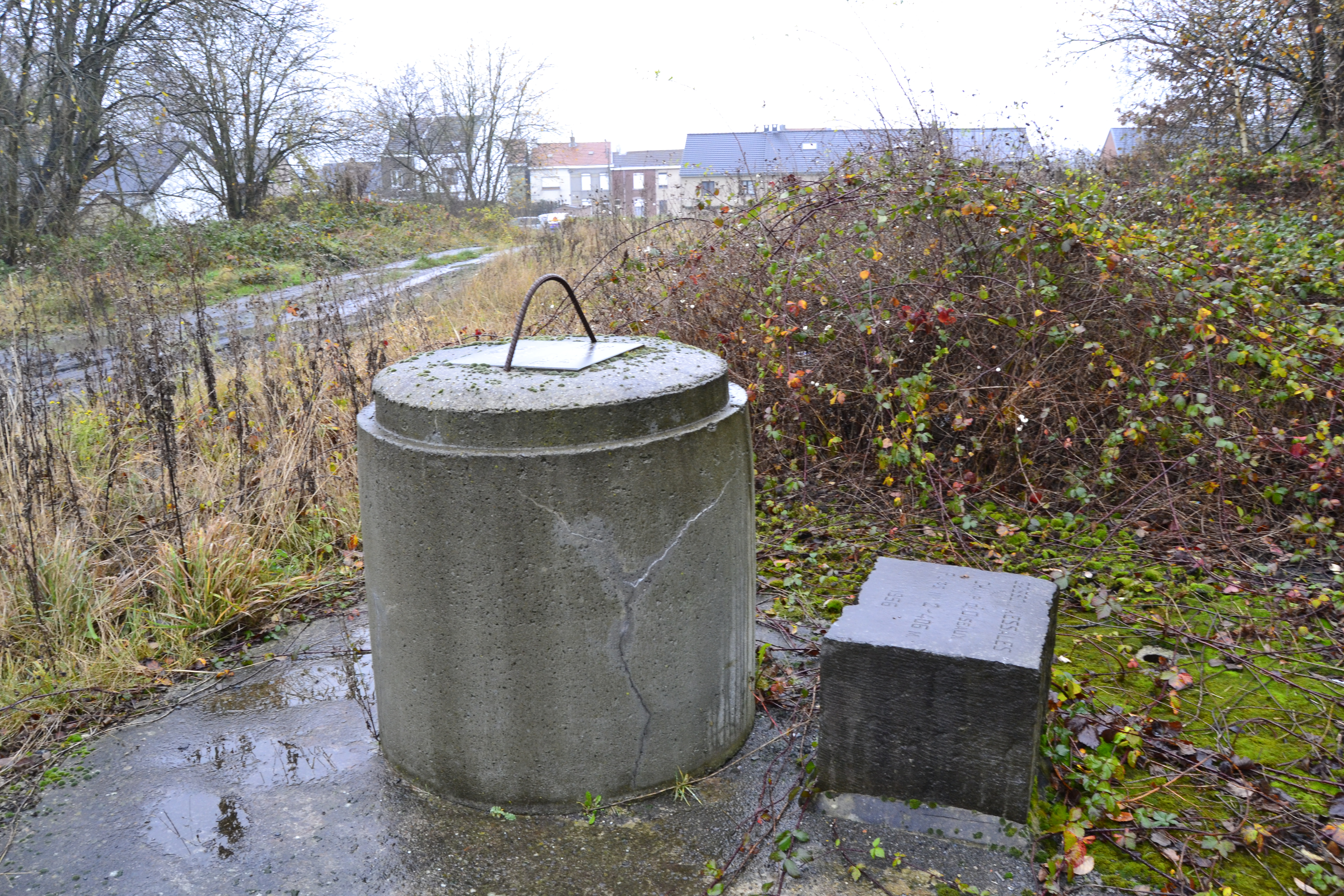
Tombe du puits 2 de l'ancien charbonnage du Champ d'Oiseaux

Les sièges d'exploitations ont tous été démantelés, et réindustrialisés, réurbanisés ou rendus à la nature. Seuls les sites des Grands Maquets, Piron et Gosson II ont gardé une partie de leurs équipements industriels. Quelques ruines de bâtiments sont encore visibles au Xhorre.
Les bâtiments des Grands Makets sont toujours en place. Le site est occupé par un ferrailleur.
Plusieurs bâtiments du charbonnage Piron ont été réutilisés, comme ateliers ou habitations, accessibles depuis la rue de la Justice à Saint-Nicolas.
Le lavoir du Gosson II accueille le centre didactique de la Maison des Terrils. L'ensemble du site Gosson a été rendu à la nature et propose notamment des itinéraires de promenade.  
Des tombes des fosses sont toujours présentes sur les sites de la colline Saint-Gilles (La Haye), du Gosson I et II, du Xhorre, du Champs d'Oiseaux, du Corbeau, du Bonnet et au Horloz.
La Haye, un terril Grand Maket, ont été réurbanisés. Une urbanisation du terril Piron est prévue.
Kessales, Baldaz  et Bon Buveur sont occupés par des terrains industriels, dont certains construits.
Bonnet, Artistes, et Corbeau sont désormais des terrains de sport.
L'emplacement exact du Champay n'a pu être déterminé, malgré des fouilles faites par l'entreprise au début du XXe siècle, sans doute sous la rue Nicolay à Saint-Nicolas.
Une rue de Grâce-Hollogne est appelée "Rue de la Houillère Coune".

## Géolocalisation approximative des anciens sites d'exploitation
- Siège social : Tilleur - 50° 37′ 09″ N, 5° 32′ 09″ E[10]
  - Artistes : 50° 36′ 46″ N, 5° 28′ 37″ E
  - Bois Mayette : 50° 38′ 02″ N, 5° 32′ 35″ E
  - Bon Buveur : 50° 36′ 52″ N, 5° 29′ 33″ E
  - Bonnet / Braconier : 50° 37′ 56″ N, 5° 31′ 41″ E
  - Champay : 50° 37′ 52″ N, 5° 32′ 34″ E
  - Champs d'Oiseaux : 50° 37′ 15″ N, 5° 28′ 11″ E
  - Corbeau : 50° 37′ 47″ N, 5° 30′ 04″ E
  - Gosson I : 50° 37′ 54″ N, 5° 31′ 00″ E
  - Gosson II : 50° 37′ 43″ N, 5° 30′ 41″ E
  - Grands Makets : 50° 37′ 24″ N, 5° 29′ 08″ E
  - Horloz : 50° 37′ 09″ N, 5° 31′ 36″ E
  - Kessales : 50° 36′ 50″ N, 5° 29′ 53″ E
  - La Haye / Saint-Gilles : 50° 38′ 02″ N, 5° 33′ 10″ E
  - Murébure : 50° 37′ 38″ N, 5° 31′ 34″ E
  - Paire du Laveu : 50° 37′ 58″ N, 5° 33′ 33″ E
  - Piron : 50° 37′ 33″ N, 5° 32′ 35″ E
  - Xhorré : 50° 36′ 18″ N, 5° 28′ 34″ E[2]
  - Vieux Horloz : 50° 37′ 40″ N, 5° 31′ 43″ E

## Terrils
- Artistes - 50° 36′ 43″ N, 5° 28′ 39″ E - (aménagé)
- Baldaz - 50° 36′ 33″ N, 5° 27′ 16″ E - (disparu)
- Bon Buveur - 50° 36′ 46″ N, 5° 29′ 09″ E - (inexploité)
- Braconier - 50° 37′ 51″ N, 5° 31′ 33″ E - (disparu)
- Champs d'Oiseaux - 50° 37′ 09″ N, 5° 28′ 14″ E - (inexploité)
- Corbeau - 50° 37′ 40″ N, 5° 29′ 57″ E - (inexploité)
- Gosson I - 50° 37′ 55″ N, 5° 30′ 49″ E - (inexploité)
- Gosson II - 50° 37′ 36″ N, 5° 30′ 37″ E - (inexploité)
- Gosson-Kessales - 50° 36′ 52″ N, 5° 29′ 35″ E - (disparu)
- Horloz - 50° 37′ 20″ N, 5° 31′ 20″ E - (inexploité)
- Kessales - 50° 36′ 42″ N, 5° 29′ 37″ E - (disparu)
- La Haye ancien - 50° 37′ 57″ N, 5° 33′ 13″ E - (inexploité)
- La Haye nouveau - 50° 37′ 45″ N, 5° 32′ 54″ E - (inexploité)
- Maket ancien - 50° 37′ 23″ N, 5° 29′ 18″ E - (inexploité)
- Maket nouveau - 50° 37′ 17″ N, 5° 28′ 49″ E - (disparu)
- Margot - 50° 37′ 16″ N, 5° 30′ 52″ E - (absent)
- Margot - 50° 37′ 13″ N, 5° 31′ 09″ E - (disparu)
- Murébure - 50° 38′ 04″ N, 5° 31′ 00″ E - (inexploité)
- Piron - 50° 37′ 18″ N, 5° 32′ 38″ E - (inexploité)
- Valentin-Cocq - 50° 38′ 01″ N, 5° 29′ 20″ E - (inexploité)
- Xhorre - 50° 36′ 13″ N, 5° 28′ 21″ E - (inexploité)[11],[12]

## Anecdotes

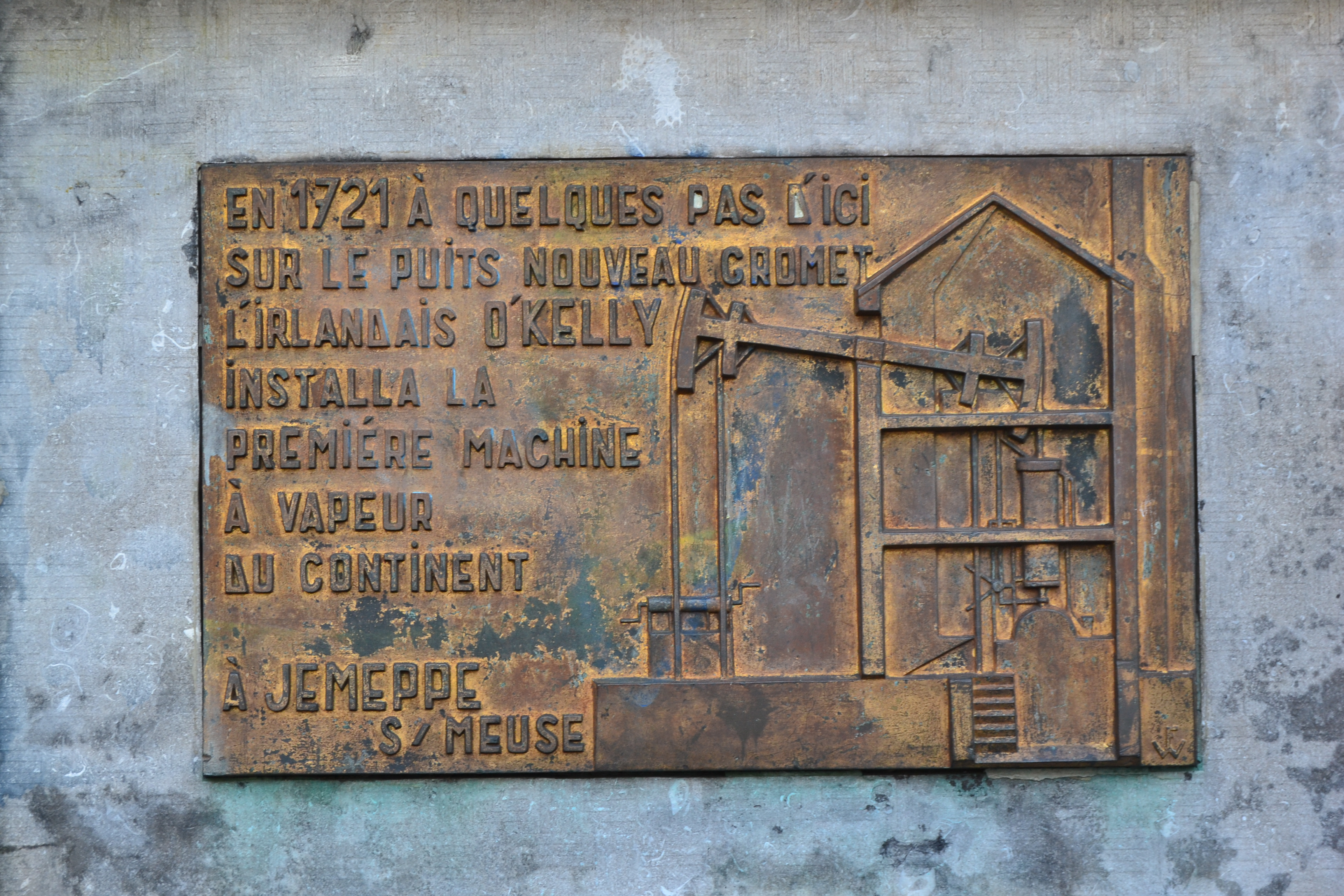
Plaque commémorative du monument O'Kelly de la première machine à vapeur Newcomen installée sur le continent à Jemeppe-sur-Meuse en 1721

- Joseph-Louis Antoine, fondateur du culte antoiniste, travailla dès l'âge de 12 ans dans un ou plusieurs des charbonnages de Jemeppe de 1858-1860, puis comme machiniste au Grands-Makets en 1876.
- C'est sur le territoire de la concession Gosson-Kessales (mais avant que celle-ci ne soit accordée), que la première « machine à feu » telle que conçue par Thomas Newcomen fut installée sur le continent par l'Irlandais John O'Kelly en 1721 à la Fosse Nouveau Gromet, sur les hauteurs de Jemeppe. Un monument installé rue Mabotte rappelle ce fait ;
- Le charbonnage et sa concession Valentin-Cocq, l'un des plus prospères du XIXe siècle, fut étroitement associé aux usines Vieille Montagne, et Coune et Colladio de Grâce.

## Sources
- André De Bruyn, Anciennes Houillères de la région liégeoise, Liège, Dricot, 1988, 208 p. (ISBN 2-87095-058-6)
- Présentation, gosson.be/
- Claude Warzée, Liège autrefois, les quartiers et leur histoire, Cointe - Haut-Laveu - Saint-Gilles - Burenville, Liège, Noir Dessin Production, 2013, 200 p. (ISBN 978-2-87351-269-9)
- Claude Warzée, « Le charbonnage de La Haye (Saint-Gilles et Laveu) », sur Histoires de Liège, 2 mars 2014 (consulté le 5 août 2023)
- Claude Warzée, « Les houillères du Horloz », sur Histoire de la commune de Saint-Nicolas, 10 août 2019 (consulté le 5 août 2023)